# 브라질의 역사
선사시대에서부터 토착민이 살았지만 브라질의 역사는 보통 포르투갈인이 건너온 뒤의 역사를 일컫는다. 1500년에 인도를 향한 포르투갈 원정대의 총사령관이었던 페드루 알바르스 카브랄이 바이아주 남쪽 해안에 도착했고, 1530년부터 포르투갈 왕실이 새 땅에 대한 식민지 정책을 시행했다. 1548년에 총독부가 설치되었고 포르투갈 왕실과 귀족들이 세습 총독을 지내면서 식민지화가 진행되었다.
식민지 경제는 브라질 나무 염료 추출과 유럽계 정착민과 토착민들 사이의 거래로 시작했지만 점차 수출을 위한 사탕수수 재배가 주를 이루는 형태로 바뀌었다. 사탕수수가 더 많이 재배되면서 브라질 땅이 구세계의 교역로에 편입되었고, 지주와 선교사, 자유 이민자와 많은 아프리카계 노예가 정착했다. 17세기 말에는 브라질 내륙지역 정착에 결정적인 역할을 한 수많은 금광이 현재의 미나스제라이스, 고이아스, 마투그로수 지역에서 발견되었다. 1789년에 포르투갈 왕실이 연체된 세금을 징수하기 위해 데하마라는 세금 징수법을 발표하였고, 빌라 히카 (지금의 오루프레투) 지역에서 포르투갈로부터 독립하려는 미나스제라이스의 반란이 일어났다. 1792년에 반란이 실패했고 리더였던 치라덴치스가 교수형에 처해졌다.
1808년에 포르투갈 왕실이 나폴레옹의 군대를 피해 브라질로 천도하면서 마리아 1세의 아들 주앙 6세가 섭정 왕자로서 항구를 개항하고, 공장 가동을 허락하고 브라질 은행을 설립했다. 1815년에는 포르투갈 왕국의 한 식민지였던 브라질 부왕령이 포르투갈 브라질 알가르브 연합왕국을 구성하는 왕국으로 바뀌었으며, 당시 국왕이던 마리아 1세가 포르투갈 브라질 알가르브 연합왕국 국왕이 되었다. 1816년에는 마리아 1세의 죽음과 함께 섭정 왕자 주앙 6세가 왕위를 이어받았고, 얼마 지나지 않아 큰아들 페드루 4세를 섭정으로 브라질에 남겨놓은 채 포르투갈로 돌아갔다.
1822년 9월 7일에 페드루 4세가 포르투갈 브라질 알가르브 연합왕국으로부터 브라질의 독립을 선언하며 초대 황제 페드루 1세로 즉위했다. 그는 겨우 다섯 살이던 아들 페드루 2세에게 왕위를 물려주고 1831년에 퇴위했다. 14세가 되던 1840년에 페드루 2세가 성년의 지위를 얻어 이듬해에 즉위하였고, 정권이 확실히 자리잡았으며, 1849년 프라이에이라의 반란을 끝으로 안정되었다. 같은 해에 노예 거래가 중단되었으며, 노예의 자리를 유럽계 이민자들이 매웠다. 지정학적인 맥락에서 브라질은 아르헨티나, 우루과이와 함께 파라과이 전쟁에 참가했다. 전투가 끝날 무렵에는 파라과이 인구의 3분의 1이 죽었다. 흑인과 메스티소의 참전이 노예제 폐지 운동과 군주제 폐지 운동에 큰 원동력이 되었다. 곧 1888년에 페드루 2세의 딸 황녀 이자베우가 황금법에 서명함으로써 노예제를 공식적으로 폐지했다. 노예 주인들에게 아무런 보상을 해주지 않음으로써 황실은 마지막 지지 기반을 잃었다.
1889년에 육군원수 데오도루 다 폰세카가 공화정을 선포하고 구공화국이 시작되어 1930년에 제툴리우 바르가스가 집권하기 전까지 지속했다. 그때부터 브라질 역사의 꽃인 산업화가 일어났고, 미국과 함께 제2차 세계 대전에 참전했으며 1964년에 움베르투 지 알렝카르 카스텔루 브랑쿠가 군사 정변을 일으켜 대통령에 취임했다.
군사 정권은 국가 전복 세력과 부패에 대항한다는 구실로 헌법에 규정된 권리들을 억압하고 언론을 검열·탄압했으며 정당들을 해체하고 양당제를 도입했다. 군사 정권이 끝난 뒤 1889년에 상·하원의원이 헌법 제정 국민 의회에서 개인의 권리 보장을 더 강화한 새로운 헌법을 만들었다. 브라질은 다시 민주화되고 경제적으로 발전하며 국제무대에 우뚝 서고 있다.

## 카브랄 이전기 (-1500)

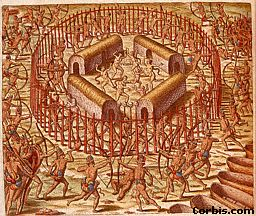
인디우의 다른 부족 마을 공격

브라질 땅에 언제부터 사람이 살기 시작했는지는 아직 고고학자들 사이에 의견이 갈리지만, 미나스제라이스에서 발견된 화석 기록에 따르면 포르투갈인들이 "인디우"라 불렀던 원주민들은 브라질에서 적어도 8000년 이상 살아온 것으로 추정된다. 인류학, 언어학, 유전학계에서는 브라질 원주민들이 베링 육교를 건너거나 태평양 해안을 따라 아시아에서 왔다는 이론이 가장 널리 받아들여진다.
브라질을 발견하기 이전에도 포르투갈과 스페인 사이에는 발견되거나 발견되지 않은 땅의 소유권에 대한 여러 가지 협정이 있었는데, 그 가운데 브라질이 포르투갈의 식민지가 되는 데 가장 중요한 구실을 했던 것은 카보베르데 섬 서쪽 서경 43도 37분 지점을 기준으로 남북 방향으로 일직선으로 그어져, 조약상 경계선의 동쪽으로는 모두 포르투갈이, 서쪽의 아메리카 지역은 스페인이 차지하기 한 토르데시야스 조약이다.

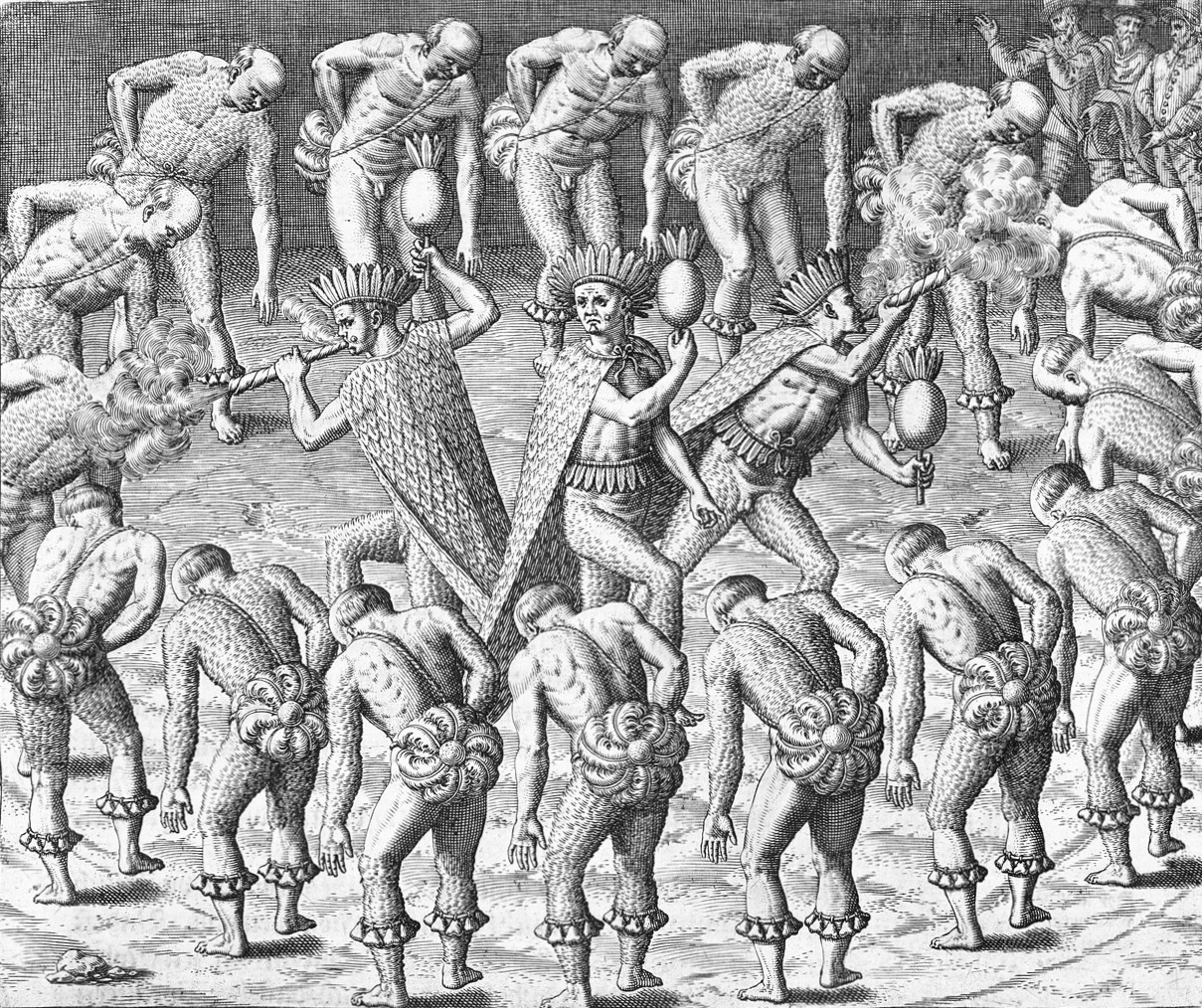
투피남바 족의 춤

1500년에 포르투갈인이 브라질을 처음 발견했을 때, 브라질 땅(남아메리카 대륙의 동쪽 지역)에는 투피과라니, 매크로-제, 아라와크 등 다양한 계통의 2,000여 개의 민족으로 이루어진 원주민이 2백만 명 정도 살고 있었는데, 대부분이 해안이나 큰 강가에서 사냥과 낚시, 수렵이나 이동 농경 생활을 하고 있었다. 남아메리카 대륙 북쪽의 안데스산맥이 서쪽의 정착 농경 문명과 동쪽의 반유목민들 사이에서 상당히 강한 문화적 경계를 만들었기 때문에, 아무런 문자 기록이나 기념비적 건축물도 남기지 않은 브라질의 원주민들에 대해서는 알려진 바가 거의 없으며, 다만 도자기 같은 유물들이 지역 문화 발달의 복잡한 패턴이나 내부 이동, 또는 몇몇 큰 부족 국가의 존재를 보여준다. 루이스 다 카마라 카스쿠두의 말에 따르면, 원주민 가운데 투피 족이 포르투갈인과 접촉한 첫 번째 민족이고, 이들의 언어와 문화가 맘루크, 메스티소, 그리고 포르투갈계 브라질인에게 가장 큰 영향을 주었다.
유럽인들은 처음에는 원주민을 문명에 때 묻지 않은 원시인으로 보았고, 곧 인종 간 결혼이 시작되었다. 포르투갈인들은 원주민을 "문명화"해야 한다고 생각했으나 스페인인들과 마찬가지로 그들도 홍역과 천연두, 결핵, 임질, 독감 등 원주민들에게 없었던 질병을 옮겼기 때문에 면역이 없던 원주민들 수만 명이 죽었다. 질병들은 원주민 간의 교역로를 따라 빠르게 퍼져 나갔고, 곧 유럽인들과 직접적인 접촉 없이도 부족들 모두가 전멸하다시피 했다.

## 식민지 시대 (1500-1808)

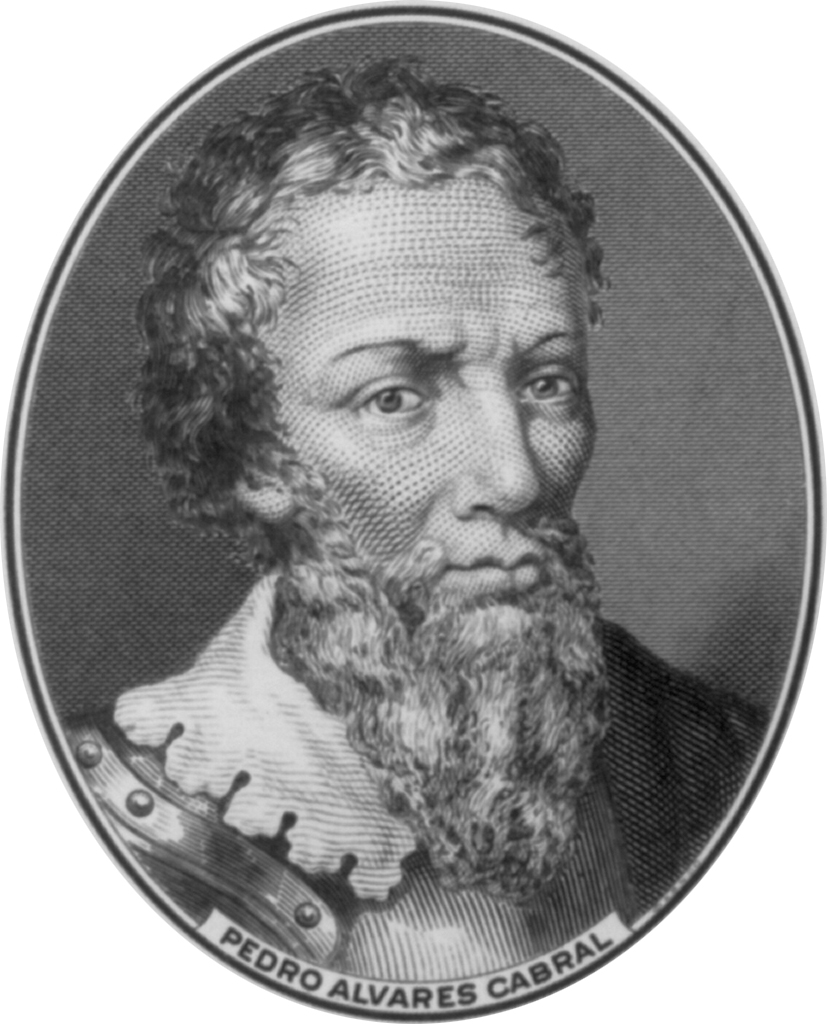
브라질을 발견한 페드루 알바르스 카브랄

식민지 시대는 브라질이 포르투갈의 식민지였던 기간을 가리키며, 브라질이 발견된 해인 1500년이 아니라 포르투갈인의 정착이 시작된 1530년을 그 시작으로 하여 포르투갈 브라질 알가르브 연합왕국이 출범한 1815년에 끝난다. 다만 브라질에서는 카브랄이 도착한 1500년부터 포르투갈 왕실이 브라질로 옮긴 1808년까지를 식민지 시대로 보며, 포르투갈에서는 "브라질 건설기"라 부르고 기간도 포르투갈이 브라질의 독립을 인정한 1825년까지로 늘어난다.

### 식민통치

#### 포르투갈인의 도착
브라질에 가장 먼저 도착한 유럽인이 누구인지에 대해서는 1498년 11월에서 12월 사이에 두아르트 파셰쿠 페레이라가 도착했다는 설이나 1500년 1월 16일에 스페인의 비센테 야녜스 핀손이 도착했다는 설 등 몇가지 이론이 있지만, 공식적으로는 1500년 4월 22일에 인도를 향한 포르투갈의 원정대 총사령관이었던 페드루 알바르스 카브랄이 바이아 남쪽 해안에 도착한 것이 최초다.
1500년 3월 9일에 포르투갈의 페드루 알바르스 카브랄이 선원 1500명과 함께 캐러벨 2척, 범선 13척을 가지고 아프리카를 돌아 인도의 코지코드에 도착하기 위한 원정을 시작했다. 무역풍을 타고 포르투갈령 카보베르데의 상니콜라우섬과 스페인령 카나리아 제도를 지나 4월 22일에 카브랄이 파스코아우 산을 보고 바이아 남쪽에 도착했다. 포르투갈인들이 처음 도착하여 투피니킹 사람들과 접촉한 곳이 포르투세구루인지 산타크루스카브랄리아인지에 대해서는 아직 논란이 있다.
원주민들은 브라질을 "핀도라마(야자나무의 땅)"이라 불렀으나, 4월 26일 브라질에서 열린 첫 번째 기독교 미사에서 포르투갈인들이 "베라크루스(참된 십자가) 섬"이라는 이름을 붙였고, 5월 1일에 열린 두 번째 미사에서 페드루 알바르스 카브랄이 이 땅을 포르투갈 왕실의 소유로 편입했다. 이름은 뒤에 "산타크루스(성스러운 십자가)의 땅"으로, 다시 "브라질"로 바뀐다.
같은 날 리스본으로 돌아가는 배가 출발했고, 몇 주 뒤에 마누엘 1세에게 브라질의 발견에 대한 소식과 문서들을 전했다. 처음에는 포르투갈 왕실이 이것을 비밀에 부쳤기 때문에, 브라질의 존재는 1507년에 마르틴 발트제뮐러가 세계 최초로 아메리카라는 이름을 표기한 지도를 만들기 전까지는 세상에 알려지지 않았다. 1500년 6월에서 7월 사이에 포르투갈로 돌아가서 브라질의 발견을 알린 것은 가스파르 드 레무스의 함대로 알려졌는데, 아메리카 대륙의 이름은 이 함대의 도선사였던 피렌체 사람 아메리고 베스푸치의 이름에서 딴 것이다.
1501년 5월 10일에 출발한 포르투갈 탐험대가 파우브라질 나무를 발견했는데, 유럽에서 붉은 염료를 만들 때 쓰는 나무와 비슷하지만 해안을 따라 서식했다. 11월 1일에 발견한 바이아 지 토두스 우스 상투스는, 나중에 주앙 3세가 식민지 정부를 세운 곳이다. (투피 원주민들은 "이비라피탕가"라고 부르던) 파우브라질 나무는 유럽에서 수요가 가장 많이 증가하는 자산이었고, 이 때문에 이곳이 브라질이라고 불리게 되었다. 브라질이 발견되었을 때는 히우 그란지 두 노르치 반경 18킬로미터 안의 해변에만 7,000만그루나 있었는데, 곧 대부분이 염료 추출을 위해 잘려서 유럽으로 수출되었고, 지금은 멸종될 위기다.
탐험대는 주요 지형에 이름을 붙이고 1502년 9월 7일에 리스본으로 돌아갔다. 포르투갈인들은 가톨릭 성인 축일에 따라 이름을 붙였는데, 이때 원주민들이 그 지역을 부르던 이름은 무시되었다. 예를 들어 포르투갈인들이 11월 1일(모든 성인의 날)에 도착한 곳은 바이아 지 토두스 우스 상투스(모든 성인의 만)이 되었고, 12월 21일(사도 토마스의 날)에 도착한 곳은 카부 지 상투메(사도 토마스 곶)가 되었다.

#### 세습 카피타니아
브라질에 대한 식민지화는 주앙 3세가 즉위한 1530년대에야 본격적으로 시작되었는데, 이것은 1500년대 초반에 포르투갈과 본격적으로 무역을 시작한 인도에 비해 브라질에는 상업적 가치가 있는 상품이 거의 없었고, 원주민의 문명이 석기시대에 머물러 있고 자연환경 또한 원시림으로 뒤덮여 있어서 사회 기반 시설 하나도 갖추어져 있지 않았으며, 흑사병 때문에 포르투갈 안에서도 인구가 모자랐기 때문이다.
다만 프랑스인들이 새 영토를 자주 침범했기 때문에, 1516년에 마누엘 1세와 포르투갈 의회가 포르투갈령 아소르스 제도와 마데이라 제도에 카피타니아(총독령)를 만들고 두 해마다 함대를 보내 정찰한 바 있으며, 브라질에도 정찰대가 네 번 다녀갔다. 1526년 7월 15일에 마누엘 1세가 "임기가 끝난 브라질 총독" 페드루 카피쿠를 포르투갈로 불러들였다는 기록이 있으므로 브라질에도 카피타니아(총독령)가 존재했던 것으로 보인다. 체계적인 식민지화 시도와 (카보베르데에서 가져온) 사탕수수 재배를 위한 개간 사업이 처음 일어난 것 또한 1516년이다.
1530년대에 포르투갈은 서아프리카와 인도 무역에서 패권을 잃기 시작했고 스페인령 아메리카에서 금과 은이 발견되었다는 소식이 계속 들려왔기 때문에 1532년에 주앙 3세가 브라질 식민화를 위해 세습 카피타니아 제도를 도입했다. 브라질을 15개의 카피타니아로 나누어 12명의 총독에게 다스리도록 했는데, 넷은 브라질에 가보지도 않았고, 셋은 곧 죽었으며, 셋은 포르투갈로 돌아갔고, 하나는 이단으로 체포되었고, 둘(페르남부쿠의 두아르트 코엘류와 상비센치의 마르팅 아폰수 드 소자)만 식민화에 이바지했다.
열다섯 개의 카피타니아 가운데 페르남부쿠와 상비센치만 번영했다. 1536년에 바이아 지 토두스 우스 산투스에 프란시스쿠 페레이라 코티뉴가 총독으로 부임해 나중에 사우바도르 시가 될 아하이아우 두 페레이라를 세웠다.
금과 은을 찾으려는 시도가 실패하자, 포르투갈은 브라질에서 유럽으로 수출할 농작물 재배를 시작했다. 담배, 면, 사탕수수 등이 재배되었는데, 그 가운데 사탕수수는 18세기 초까지 브라질에서 가장 중요한 수출작물이 되었다. 사탕수수 재배에는 처음에는 원주민 노예들이 동원되었으나, 1538년부터 포르투갈인들은 포르투갈령 아프리카에서 흑인 노예를 수입했다.
포르투갈은 브라질이 포르투갈이나 다른 포르투갈령 식민지와만 무역할 수 있도록 제한했다. 브라질은 설탕, 담배, 면과 다른 토착품을 수출했으며 포르투갈로부터 포도주, 올리브 오일, 직물과 다른 사치품을 수입했다.

#### 총독부
세습 카피타니아 제도가 실패로 돌아가자, 주앙 3세는 카피타니아들을 합병하고 브라질 총독부를 세웠다. 1549년 1월 7일에 초대 총독 토메 드 소자가 임명되어 3월 29일에 브라질에 도착하였다. 초대 총독의 임무는 식민통치의 중심지를 건설하는 것이었는데, 중심지로 바이아 지 토두스 우스 산투스가 선정되었고 도시는 상사우바도르 다 바이아 지 토두스 우스 산투스라고 불렸다.
토메 드 소자의 임무는 해안 경비를 정비하고 지주들을 도와 식민지의 행정과 사법 제도를 정비하는 것이었다. 총독은 도시를 정비하고 특히 사탕수수 생산에 큰 역할을 하였는데, 땅을 나눠주고 길을 냈으며 조선소도 만들었다. 이렇게 식민지에 중앙통치체제가 자리 잡았으며, 카피타니아들을 총독부로 통합하면서 식민화가 한층 더 빨라졌다.
1553년에 소자가 물러나고, 두아르트 다 코스타가 부임했다. 소자와 마찬가지로 일행 260명을 데리고 도착했다. 그 중에는 아들인 알바루 다 코스타와 바스크인 예수회 선교사 호세 데 안치에타도 있었다. 호세 데 안치에타는 원주민에게 처음으로 기독교를 전파한 선교사였는데, 개종한 이들을 포함한 원주민을 노예로 부리려 했던 알바루 다 코스타와 갈등을 빚었다. 두아르트 다 코스타의 임기 중에는 또한 프랑스인 개신교 선교사들이 구아나바라에 정착하여 프랑스 안타르크티크라는 식민지를 건설했는데, 이에 분노한 바이아 의회가 왕실에 총독 교체를 요청했다.
1558년에 세 번째 총독인 멩 드 사가 부임했고, 정착해 농사를 짓는 사람에게 땅을 지급하는 세즈마리아 정책을 계속 이어나갔다. 멩 드 사는 또한 세르지피 강변에 엔제뉴(사탕수수 제분소)를 지었으며, 구아나바라 만의 타모이우인들과 연합한 프랑스 안타르크티크에 맞서기 위해 아라리보이아가 이끄는 테미미노인들과 연합했다. 1565년에 멩 드 사의 조카 이스타시우 드 사가 구아나바라 지역을 수복하고, 히우 지 자네이루라는 도시를 세운다.
1580년부터 1640년 사이에는 포르투갈 왕가와 스페인 왕가가 이베리아 연합을 형성했으며, 스페인의 왕인 펠리페 2세, 펠리페 3세, 펠리페 4세의 통치를 받았다. 이 시기 남아메리카에서는 사실상 토르데시야스 조약으로 형성된 국경이 무의미해졌으며, 브라질이 서쪽으로 확장되었다.
엔트라다 또는 반데이란치라고 불리는 내륙 탐험대가 조직되었고, 이들은 세르탕(오지)이라 불렸던 서부 내륙 지방을 탐험하며 금이나 은 같은 값진 광물을 찾는가 하면 원주민을 납치해 노예로 삼았다.

#### 이베리아 연합 시기
이베리아 연합 시기에는 또한, 포르투갈과는 우호적인 관계였지만 스페인과는 적대하던 유럽 열강들이 브라질을 침략했다. 그 중 네덜란드인들은 페르남부쿠와 파라이바 등 브라질 북동부 해변에서 25년 동안 물러나지 않았다.
스페인 왕조는 여러 가지 행정적 변화를 시도했는데, 1621년에는 브라질이 브라질국과 마라냥국으로 분리되었다. 브라질국은 페르남부쿠부터 산타 카타리나까지 브라질 북동부와 남동부, 남부 일부에 걸쳐 있었으며, 마라냥국은 세아라와 아마존 우림 지역에 걸쳐 있었다. 마라냥국의 수도는 상루이스, 브라질국의 수도는 사우바도르였다.
17세기에 브라질국은 파라에서 히우 그란지 두 노르치까지 영역을 확장하고, 18세기에는 히우그란지지상페드루(현재의 히우그란지두술)와 미나스제라이스 지역, 그리고 일부 아마존 우림 지역까지 포함하게 된다. 마라냥국은 폼발 후작 시대에 소멸한다.

### 네덜란드령 브라질
네덜란드의 브라질 북동부 침략은 네덜란드-포르투갈 전쟁의 일부로 볼 수 있다. 1630년에 네덜란드 서인도 회사가 페르남부쿠 카피타니아를 침략했다. 이베리아 연합 시기(1580년-1640년)에, 스페인과 전쟁 중이었으나 아직 독립을 인정받지 못한 네덜란드 공화국은 가장 부유한 카피타니아인 페르남부쿠를 침략함으로써 스페인에 일격을 가하는 동시에 바이아에서의 실패를 만회하려 했다.
1629년 12월 26일에 카보베르데의 상비센트섬에서 배 66척과 사람 7280명으로 이루어진 함대가 페르남부쿠로 출발했으며, 파우 아마렐루 해변에 도착해서 1630년 2월에 페르남부쿠 카피타니아를 정복하고 네데를란츠브라질리어(네덜란드령 브라질) 또는 니우홀란트(뉴홀란트)라 불리는 식민지를 건설했다. 도시 강 유역에서 포르투갈의 반격이 있었고, 포르투갈이 올린다를 공격해 헤시피로 통하는 지협을 차지했다.
1637년에 요한 마우리츠 공작이 건축가와 기술자들을 데리고 니우홀란트에 도착했으며, 마우리츠스타트(현 헤시피) 도시 건설이 시작되었다. 건축가 피터르 포스트가 신도시 및 궁전, 천문대 등의 설계를 맡았다. 1644년 2월 28일에 라틴 아메리카 최초의 다리가 헤시피(현 헤시피 구)와 마우리츠스타트를 연결했다. 나사우시헌 정부를 거치면서 헤시피가 아메리카 최대의 국제도시로 자리매김했다. 또한 아메리카 최대의 유대인 거주지가 되었으며, 이곳에 신대륙 최초의 시나고그인 카할 추르 이스라엘과 두 번째 시나고그인 마겐 아브라함이 지어졌다. 나사우시헌 가문을 위한 프레이뷔르흐 궁 내부에는 아메리카 최초의 천문대가 세워졌다.
후에 네덜란드 서인도 회사가 마우리츠 공작을 해임하면서, 페르남부쿠 주민들이 저항세력과 연합해 페르남부쿠 반란을 일으켰다.
1645년 5월 15일에 상조앙 엔제뉴에서 반란군 지도자 18명이 네덜란드 지배세력에 저항하기로 결의했고, 타보카스 산 전투에서 안토니우 디아스 카르도주가 이끄는 포르투갈계 반란자 1,200여 명이 네덜란드군 1,900여 명을 상대로 첫 승리를 거두었다. 네덜란드인들은 카자 포르치로 도망쳤으나, 그곳에서 다시 포르투갈계 브라질인과 원주민, 흑인 노예로 이루어진 반란군에게 패했다. 카부 지 산투 아고스치뉴, 폰타우 지 나자레, 시리냐엥, 히우 포르모주, 포르투 카우부, 포르치 마우리시우 등에서 전투가 이어졌고 반란군이 승리했다.
니우홀란트에 고립된 네덜란드인들은 식량 부족에 시달리다가 상로렌수, 카투마와 테주쿠파푸의 카사바 플랜테이션 농장을 공격하기에 이르렀다. 1646년 4월 24일에 일어난 테주쿠파푸 전투에서는 여성 농민들이 농기구와 소형 무기로 네덜란드인 침략자를 쫓아내고, 모욕을 주었다. 이는 여성이 참여한 최초의 브라질 영토 방어전이다.
포르투갈군이 점점 증원됨에 따라, 네덜란드인들은 1654년의 2차 구아라라페스 전투를 마지막으로 완전히 물러났다. 이때 브라질 육군이 창설되었다.
포르투갈인들은 유대인들이 3개월 안에 기독교로 개종하거나 식민지를 떠나도록 했다. 종교 재판 화형을 두려워한 유대인 대부분은 가진 것을 모두 팔고 16척의 배를 타고 떠났다. 대부분 암스테르담으로 떠났으며, 마지막 배는 뉴욕으로 떠났다. 맨해튼에 도착한 이들은 후에 큰 경제적 성공을 거두게 된다.
네덜란드 공화국은 1차 영국-네덜란드 전쟁을 치르느라 브라질에 있는 네덜란드인들을 돕지 못했으나, 전쟁이 끝나고 1654년 5월에 식민지 반환을 요구했다. 브라질 북동부를 다시 침략하겠다는 위협을 받은 포르투갈은 16년간 4백만 크루자두를 네덜란드 공화국에 지급하라는 요구에 굴복했으며, 결국 1661년 8월 6일에 헤이그 조약을 통해 네덜란드 공화국이 공식적으로 브라질 북동부를 포르투갈에 양도하게 된다.

### 식민지 브라질의 경제
한편, 파우 브라질이 고갈된 이후 새로운 산업으로 북동부에 마데이라 제도에서 사탕수수가 도입되어 엔제뇨(설탕 농장)에서 일하는 노동력으로 먼저 인디오가 노예화된 후 인디오의 수가 부족하자 서부와 앙골라, 모잠비크에서 흑인 노예가 대량으로 유입되어 포르투갈 농장주의 파젠다(농장)에서 혹사를 당했다.

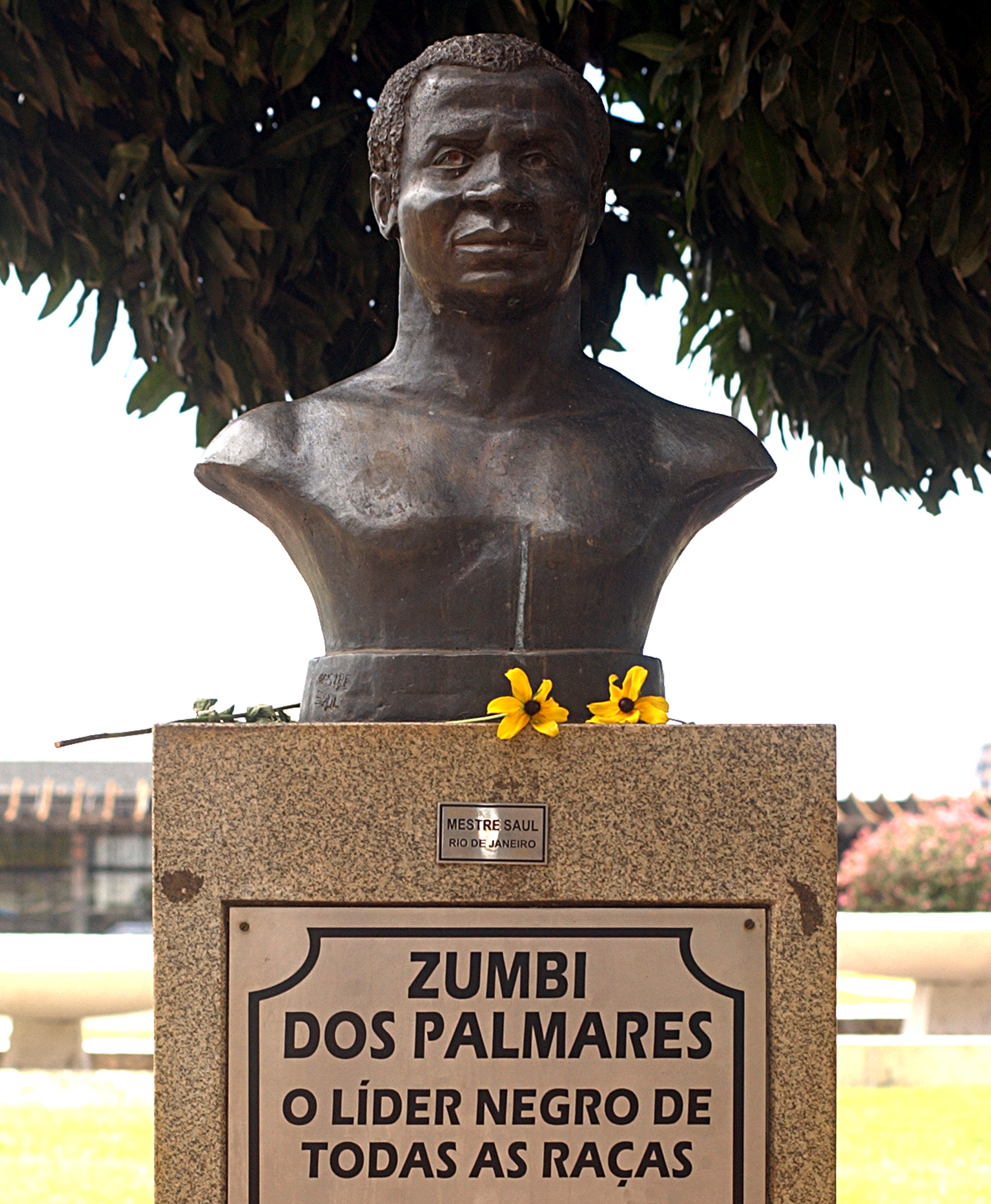
전 인종의 흑인지도자 즘비

브라질 내륙의 탐험은 상파울루의 반데이란테(노예사냥 탐험대)에 의해 17세기에 시작되었다. 반데이란테는 각지에 원정하여 현재 도시의 기반이 되는 마을을 많이 세웠지만, 남부와 파라과이까지 원정하여 예수회가 보호되고 있던 과라니 사람을 노예로 잡아갔다. 이런 가운데 힘든 강제노동에 참다못한 흑인 노예 중에는 브라질 오지로 도망쳐 주거지를 형성한 사람도 있었다. 이러한 주거지들을 ‘모캄보’나 ‘킬롬보’라고 불렀고, 이곳에서 아프리카 흑인들뿐만 아니라 인디오 원주민들도 있었다. 이러한 킬롬보 중에서 가장 규모가 컸던 킬롬보 도스 팔마레스는 오늘 날의 알라고아스주에 해당하는 위치에 있었으며, ‘강가 즘비’에 의해 다스려졌으며, 이후 그의 후계자인 ‘즘비’가 통치를 하였다. 이후 네덜란드인들과 포르투갈인들이 여러 차례 팔마레스를 공략하여 했지만 실패했고, 1695년 유명한 사오 파울로 출신의 도밍고스 조르제 벨호가 가까스로 킬롬보 공략에 성공하여 즘비를 죽이고 이곳을 정복했다.
1680년 포르투갈 식민지 정부는 토르데시야스 조약을 무시하고 라플라타강 하구 좌안의 부에노스아이레스의 건너편에 콜로니아 데 세크라멘토를 건설했기 때문에 이후 반다 오리엔탈 지역은 독립 이후까지 계속되는 브라질과 부에노스아이레스의 권력 사이에 충돌의 장이 되었다. 또한, 남부에서는 라플라타 지역의 스페인의 영향을 받아 가우초라는 목동 집단이 생겨났다.
이후 18세기에는 미나스제라이스에서 금광이 발견되었기 때문에 골드 러시가 일어나, 브라질의 중심이 북동부에서 남서부로 이동하여 1763년 리우데자네이루가 식민지의 수도가 되었다. 금광은 18세기 동안에 무려 30만명의 포르투갈인들이 브라질로 이주하였고, 금광을 개발하기 위해 더 많은 흑인 노예가 유입되었다. 한편 미나스의 중심지가 되었던 오루프레투에서는 독창적인 바로크 문화가 번창했다.
반다 오리엔탈을 둘러싼 스페인과 충돌 후 18세기 말에는 계몽주의가 유럽에서 전해지면서, 프랑스 혁명과 미국 독립의 영향을 받아 1789년 포르투갈에서 독립을 하려 했던 "미나스의 음모"가 발각되어, 주모자인 치라덴테스가 처형되었다.
이후 아이티 혁명의 영향을 받아 크리올 백인이나 물라토, 크레올 흑인(크레올로)에 의한 독립 운동이 진행되지만, 식민지 시대에 브라질에 대학이 설립되지 않은 등 지적 환경의 부족은 브라질의 독립 운동을 주도한 일부 지식인의 "음모"에 머물렀고, 대중적인 기반을 가진 "혁명"으로 이어지지는 못했다. 이는 브라질과 이스파노 아메리카 국가 독립의 정체성 차이에 큰 영향을 주었다.

## 연합 왕국과 브라질의 독립 (1808-1822)
나폴레옹 전쟁은 1807년 주노 원수가 이끄는 프랑스군이 포르투갈을 침공하면서 발발하였다. 이 때문에 포르투갈 왕가는 리스본에서 리우데자네이루 천도하였고, 이후 리오의 개발이 진행되었다. 1815년 리우데자네이루는 브라질과 포르투갈 및 알가르베 연합 왕국의 수도로 결정되었다.
포르투갈 정부는 반다 오리엔탈의 호세 헤르바시오 아르티가스가 이끄는 연방 동맹과 전투를 통해 반다 오리엔탈을 지배하였으며, 정복한 지역에 시스플라티나 주를 설립했다.
1820년 포르투갈을 자유주의적인 입헌군주국으로 변혁하려는 혁명이 일어나자, 리우데자네이루의 조앤 6세가 귀국을 요청했다. 1821년 포르투갈 왕궁은 리스본으로 귀환했지만, 섭정으로 잔류한 브라간사 왕가의 황태자 페드루를 죠제 보니파시오를 대표하는 브라질인 세력이 지지하여, 1822년 9월 7일에 페드루는 황제인 페드루 1세(재위 1823-1831)에 즉위하여 브라질 제국이 포르투갈로부터 독립을 선언했다.

## 브라질 제국 (1822-1889)

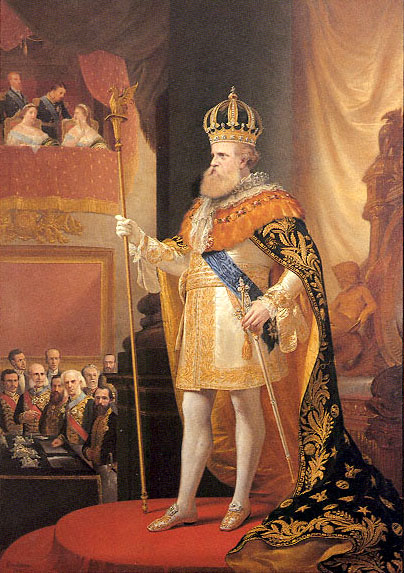
페드루 2세

브라질의 독립은 브라간사 왕가의 황제라는 구심력이 있었기 때문에, 해방자 시몬 볼리바르와 호세 데 산 마르틴, 미겔 이달고 등이 주장하는 공화제와 입헌군주제의 사상이 충돌하지 않았다. 이스파노 아메리카 국가가 분열하는 것과 달리 광대한 브라질 식민지 단일 단위로 새로운 주권 국가를 형성했다. 그러나 이것은 식민지 시대의 엘리트 계층이 독립 후에도 권력을 잡고 유지하는 것을 의미하고 있었다.
따라서 제정 시대는 처음부터 각 지방의 중앙정부에 대한 반란과 공화제를 요구하는 자유주의자의 반란이 일어났다. 1820년대 북동부 페르남부쿠주에서는 적도 연맹의 반란이 일어났고, 최남단의 시스플라티나주에서는 오리엔탈주의 리오데라플라타 연합주 복귀를 요구한 33명의 오리엔탈주 사람이 잠입하여 시스플라티나 주를 둘러싸고 시스플라티나 전쟁이 발발했다. 시스플라티나 주는 영국의 중재에 의해 1828년에 우루과이 오리엔탈 공화국으로 독립했다.
1831년 페드루 1세가 퇴위하면서 지방의 혼란이 더욱 가중되었고, 최남단의 히우그란지두술주에서 목장 주와 가우초가 반란을 일으켜 파라포스 전쟁이 발발했다.
1840년 페드루 2세가 즉위하면서 사태는 안정을 찾기 시작했으며, 1848년 프라이에이라의 반란을 진압한 후, 브라질 사상 최초의 안정기가 찾아왔다. 페드루 2세는 영토 야심을 가지고 있던 우루과이, 파라과이에 개입하였고, 그 결과 1864년에 파라과이의 시스코 소라노 로페즈 대통령은 브라질에 선전포고하여 파라과이 전쟁이 일어났지만, 카시아스 공이 이끄는 브라질 제국이 주체가 된 삼국동맹군은 파라과이를 격파했다.

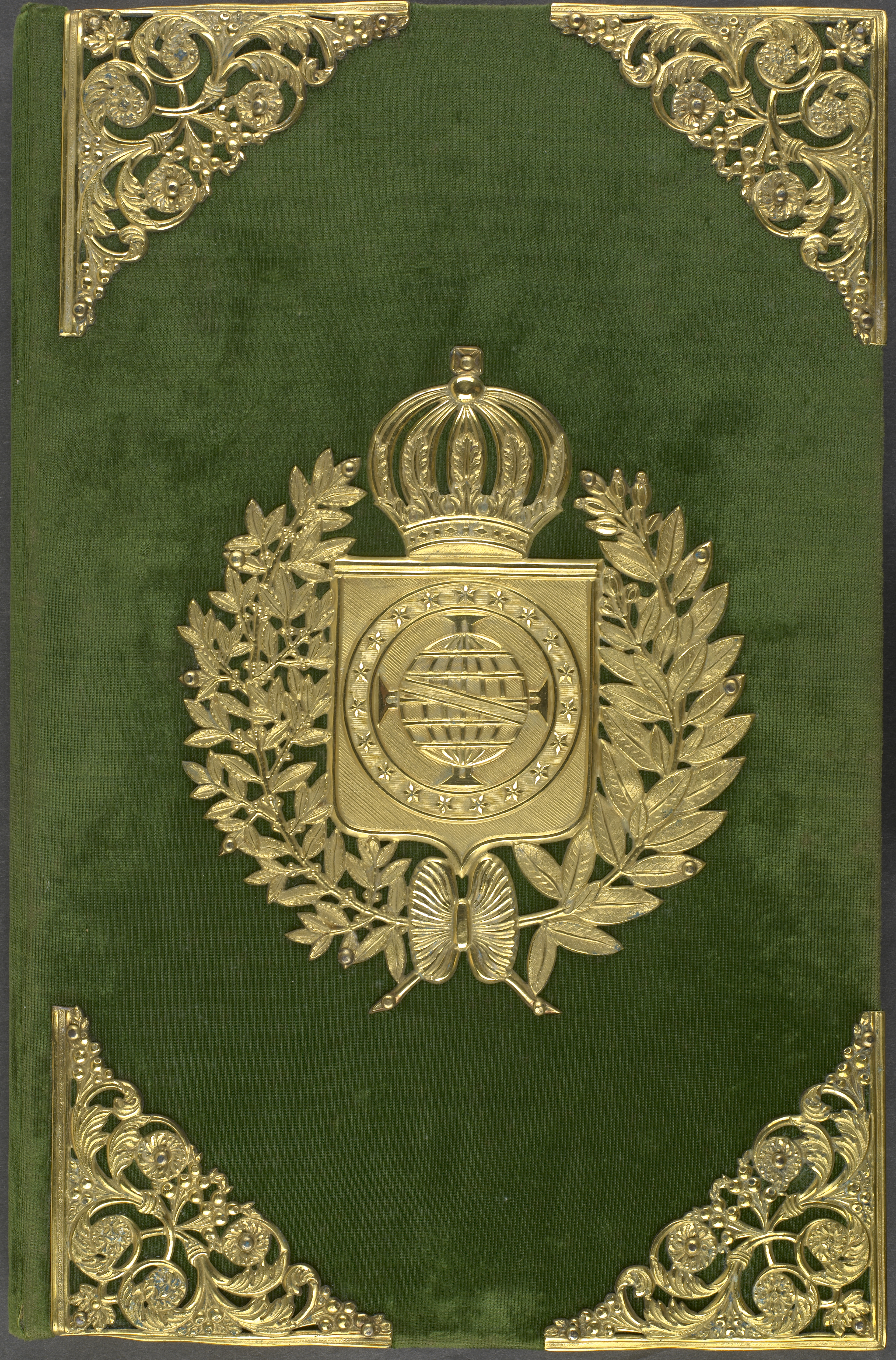
1824년 브라질 헌법.

한편, 독립 후에도 대농장의 의해 노예제도가 계속 유지되었지만, 미국의 남북 전쟁 후 서반구에서 노예제도를 채택한 독립 국가는 브라질 제국만 남았기 때문에 삼국동맹 전쟁 이후 오귀스트 콩트의 실증주의의 영향을 받은 지식인에 의해 노예제도는 비판을 받았다. 삼국동맹 전쟁 이후 제도적으로 확립된 군의 청년장교(테넨테)들은 실증주의 사상에 영향을 받아 점차적으로 노예제도의 폐지와 제정의 폐지를 포함한 국민운동이 싹텄다. 이 운동은 1888년으로 《황금법》이 공포되면서 서반구에서 마지막까지 유지되었던 노예제도가 폐지되었지만, 페드루 2세는 노예제도의 폐지로 인해 대농장의 지원도 잃었고, 다음해 1889년 데오도로 다 폰세카 장군의 쿠데타로 인해 제정이 붕괴되었다.

## 공화국 (1889-)
1889년에 일어난 공화제 혁명으로 브라질 제국은 공화제로 전환되었다. 이 시기에는 카페 꽁 레이치라고 불렸던 상파울루주와 미나스제라이스주가 서로 대통령을 선출하는 관행이 생겼다. 또한 제정 시대부터 커피, 농장에서 노동력 확보를 위해 이탈리아, 포르투갈, 스페인, 독일을 비롯한 유럽에서 이민을 받아들이고 있었지만, 노예제 폐지 후 이민자의 유입 속도가 더욱 빨라져, 1908년에는 유럽뿐만 아니라 아시아에서도 일본인 이민자들이 유입되었다. 1919년에 열린 파리강화 회의에서 일본이 제출한 인종차별 철폐 방안에 찬성하는 등 인종차별 철폐에 적극적이었다.
제1차 세계대전에 연합국으로 참전한 후, 1920년대에는 카페 꽁 레이치 체제에 대한 비판이 높아져, 루이스 카를로스 프레스테스를 비롯한 테넨테(청년 장교)들이 각지에서 반란을 일으켜 했다. 이 테넨치즈모가 직접 국정에 큰 영향을 주지 않았지만 간접적으로 1930년대의 정치 상황을 마련하게 했다.
1930년 카페 꽁 레이치 체제에 대한 반란이 각지에서 일어났다. 리오그란지두술 주의 제툴리우 바르가스가 1930년 혁명을 일으켜, 독재 정치를 확립하려 했다. 1932년에는 상파울루 주 반 바르가스 세력에 의해 호헌 혁명이 발발하였고, 이 반란을 진압한 바르가스는 브라질 전역에 대한 지배권을 확립했다. 1937년 바르가스는 쿠데타에 의해 이탈리아 파시즘에 영향을 받은 에스더 데 노보 체제를 확립하고, 바르가스 시대에는 대학의 정비, 국가 주도의 공업화, 민족주의의 추진과 이민자 동화 정책, 중앙 집권 체제의 확립이 진행되었다.
1942년에 바르가스는 제2차 세계대전에 연합국의 일원으로 이탈리아 전선에 참전했지만, 독재 체제에 대한 불만이 국민과 군 내부에서 강해져서 제2차 세계대전이 끝난 후 1945년 10월 13일 군사 쿠데타로 실각했다.

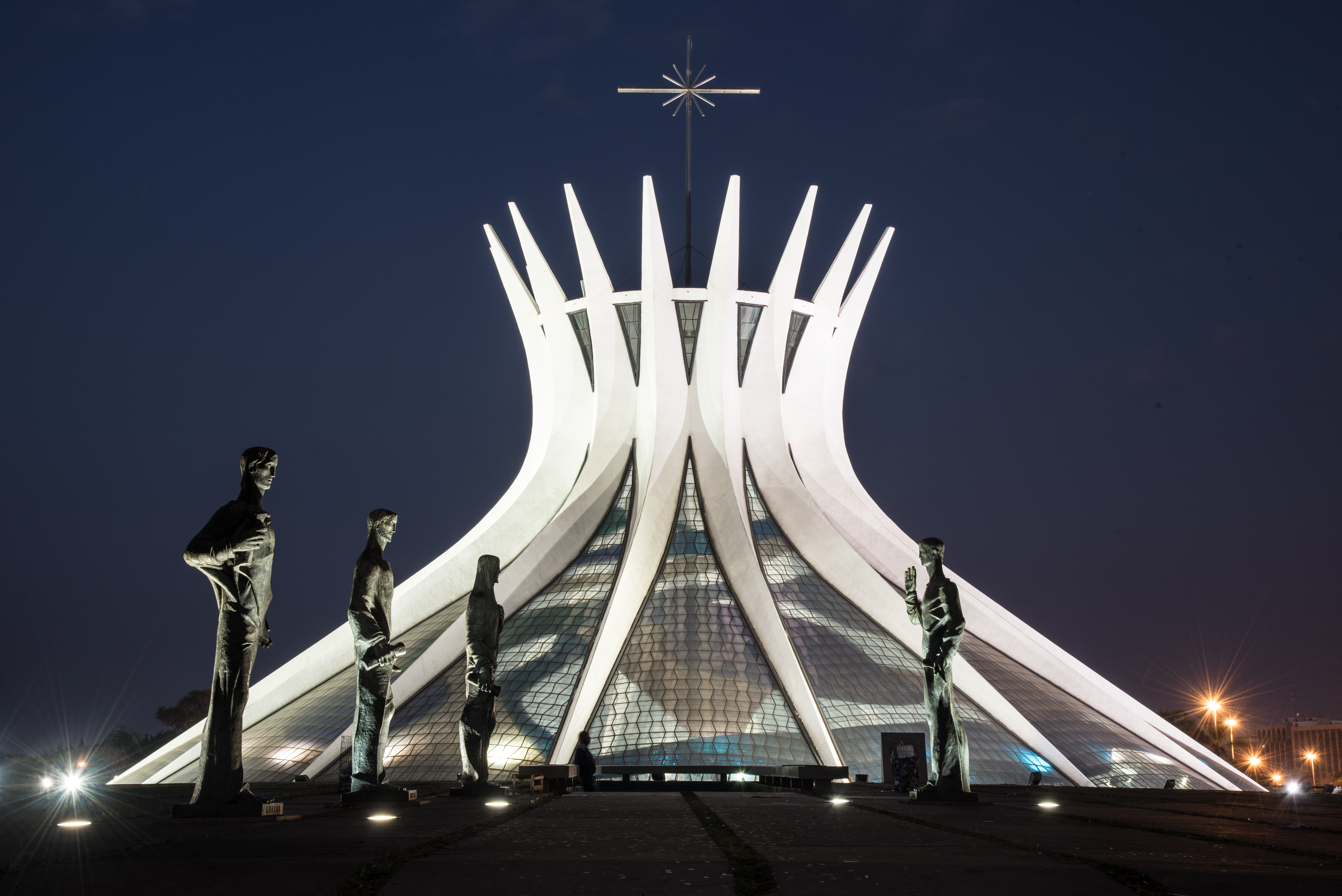
브라질리아 대성당

1946년 새로운 헌법이 제정된 이후 1950년 브라질 최초의 민주 선거를 통해 제툴리우 바르가스가 대통령에 취임했다. 두 번째 집권한 바르가스는 파시즘 색상보다 좌파 포풀리즘 색깔을 내세워 브라질 경제의 국민화가 진행되었지만, 군의 저항으로 바르가스는 1954년에 자살했다. 1956년 취임한 쥬세리노 쿠비세키 대통령은 “50년 발전을 5년에”라는 공약을 내걸고 개발 정책을 추진하여, 내륙의 고이아스 주에 새로운 수도 브라질리아를 건설한 후 1960년 리우데자네이루에서 수도를 옮겨왔다. 그러나 이 개발 정책으로 발생한 부채가 재정을 압박하여 인플레이션이 가속화되었다.
1961년 취임한 존 베우키오루 마르케스 고라루 (일명 장고) 대통령은 이 같은 어려운 상황을 극복하지 못하고 1964년 미국의 지원을 받은 카스텔로 브랑코 장군의 쿠데타로 실각했다.
1964년 쿠데타를 일으킨 카스텔로 브랑코 장군은 군사 독재 체제를 확립하고, 친미반공 정책과 외국 자본의 도입을 중심으로 한 공업화 정책을 추진하였다. 이 군정의 시대는 "브라질의 기적"이라고 했을 정도의 고도 경제 성장이 가능했지만, 1973년 오일쇼크 이후 경제 성장은 추락하고, 소득 격차의 증가로 인해 범죄 발생 비율이 비약적으로 상승했다. 또한 군사 정권에 의한 인권 침해도 큰 문제가 되었다. 그동안 각지에서 카를로스 마리게라의 민족해방행동(ALN)과 10월 8일 혁명운동 등 도시 게릴라가 무장 투쟁을 전개하여 외국대사를 납치하는 등 여러 차례에 걸친 납치 사건이 발생했다.
1974년 대통령에 취임한 에르네스트 가이젤 장군은 국민적인 불만이 팽배해지자, 군정의 노선 전환했고, 1979년에 대통령에 취임한 존 바티스타 피게이레도는 민정 이관을 공약했다. 1985년에 실시된 대통령 선거에서 탄크레도 네베스가 승리했다.

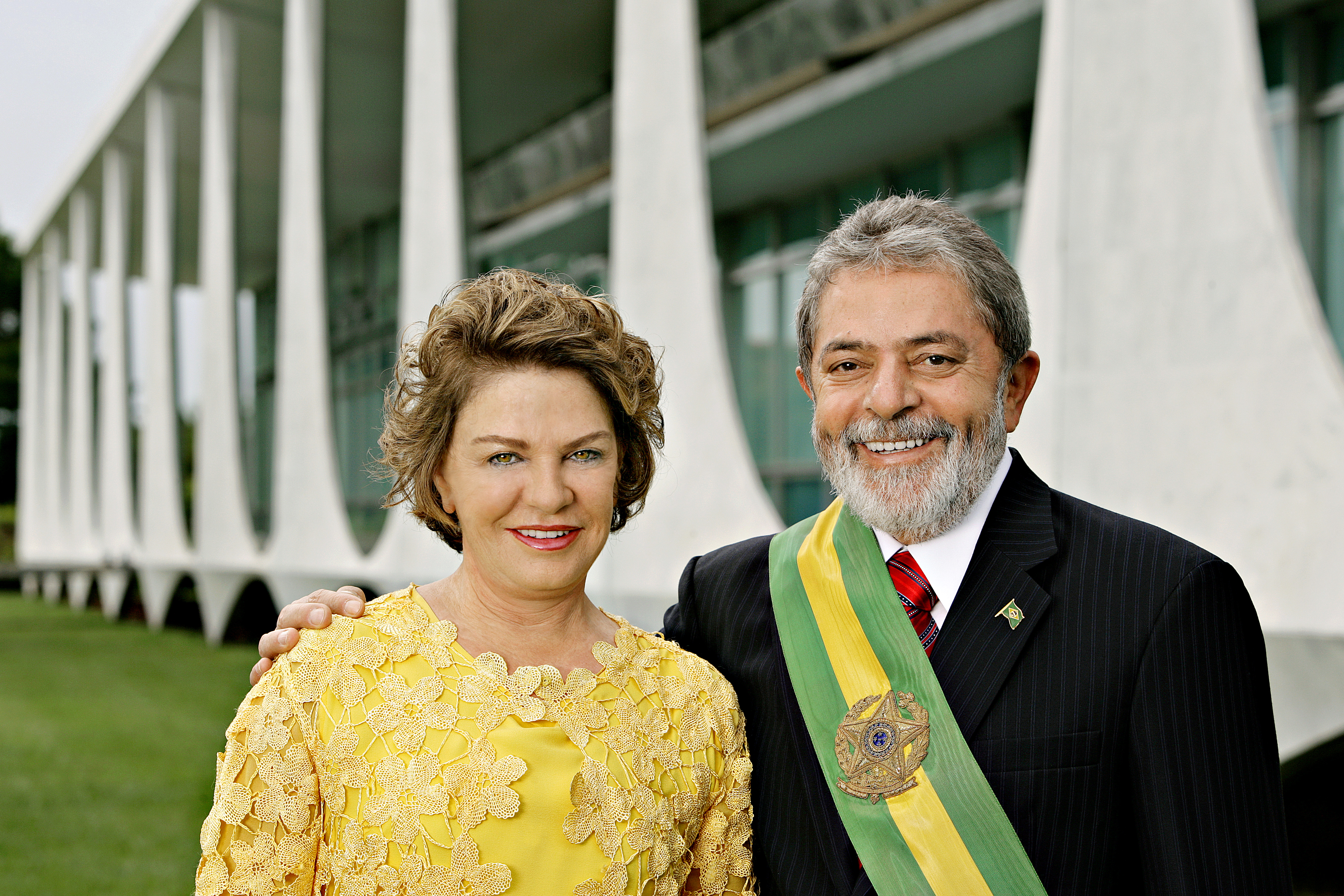
노동당의 룰라 대통령과 영부인

1985년에 민정이양을 하고 문민 정권이 부활했지만, 네베스가 급사했기 때문에 부통령이었던 죠제 사루네이가 대통령을 이어받았다. 그러나 인플레이션의 확대로 인해 경제는 악화되었고, 사루네이 정권은 국내에서 큰 성과를 남기지 못했다. 하지만 라울 아르혼신 정권과의 사이에서 아르헨티나와의 관계는 이 시기에 크게 개선되었고, 오랫동안 계속된 양국의 적대 관계에 종지부를 찍었다. 1990년 국가재건당 후보인 페르난 코로루이 대통령이 취임했지만, 경제 문제에 대처하지 못해 수많은 부패와 각종 기행을 남기고, 1992년에 파면되었다. 부통령 이타마루 프랑코가 이어받은 후 1995년 브라질 사회민주당에서 취임한 페르난 엔리케 카르도조 정권 하에서 아르헨티나, 브라질, 우루과이, 파라과이는 같은 해 한 달에 메르코수르 (남미 남부 공동 시장)가 발족 했다.
2003년 노동당의 루이스 이나시우 룰라 다 시우바 대통령이 취임 이후 세계 경제의 호조를 바탕으로 경제를 회복하였다. 룰라는 두 번의 연임을 했고, 2010년 10월 실시된 대통령 선거에서 여당인 노동당의 지우마 호세프 국무부 장관이 당선됐다. 호세프는 2011년 1월 대통령에 취임했다.